# Тохань
Тохань, Тохані (рум. Tohani) — село у повіті Прахова в Румунії. Входить до складу комуни Гура-Вадулуй.
Село розташоване на відстані 74 км на північ від Бухареста, 34 км на північний схід від Плоєшті, 131 км на захід від Галаца, 92 км на південний схід від Брашова.

## Населення
За даними перепису населення 2002 року у селі проживали 230 осіб, усі — румуни. Усі жителі села рідною мовою назвали румунську.